# تلفن رادیویی همراه
سیستم‌های تلفن رادیویی همراه (Mobile Radio Telephone)مقدمه‌ای برای فناوری تلفن همراه سلولی مدرن بودند. از آنجا که این سیستم نسل قبلی سیستم‌های سلولی 1G می‌باشند به آن‌ها 0G (Zero Generation) می‌گویند. فناوری‌هایی که در سیستم‌های این نسل مورد استفاده قرار می‌گیرند عبارت اند از PTT، سیستم MTS، سرویس تلفن همراه تقویت شده یا IMTS، و AMTS می‌باشد.
این سیستم‌های اولیه تلفن همراه متمایز از سیستم‌های تلفن عمومی است که هر شخصی شماره تلفن خصوصی داشته باشد. به همین خاطر از این سیستم در شبکه‌های بسته از قبیل بیسیم پلیس یا سیستم تاکسی بیسیم مورد استفاده قرار می‌گرفت.
این تلفن‌های همراه عموماً در داخل ماشین‌ها یا کامیون‌ها جاسازی می‌شدند، بعدها مدل کیفی آن‌ها نیز ساخته شد. عموماً، دستگاه انتقال دهنده داخل بدنه خودرو جاسازی شده و به نمایشگر و گوشی که در کنار صندلی راننده قرار می‌گرفت، متصل بود.
نمونه‌های اولیه برای این فناوری عبارتند از:
۱. موتورولا با همکاری شرکت Bell System نخستین سرویس تلفن همراه تجاری را در آمریکا در سال ۱۹۴۶ به عنوان شرکت تلفنی Wire Line راه‌اندازی کرد.
۲. A-NETZ در ۱۹۵۲ در آلمان غربی به عنوان شبکه‌های عمومی تلفن همراه کشور راه اندازی شد.
۳. سیستم 1 (ONE) در سال ۱۹۵۹ در انگلستان به عنوان اولین شبکه تلفن همراه کشور راه اندازی شد؛ ولی این سیستم دارای پوشش کم و کنترل آن به صورت دستی بود که چند دهه بیشتر مورد استفاده قرار نگرفت.
۴. اولین سیستم خودکار به وسیله IMTS متعلق به شرکت Bell System در سال ۱۹۶۲ راه اندازی شد، که شماره‌گیری خودکار تلفن همراه را ارائه داد.
۵.  نخستین سیستم تلفن همراه دستی نروژ در سال۱۹۶۶ توسط Televerket راه اندازی شد. بعدها نروژ اولین کشور اروپا بود که سیستم تلفن همراه خودکار را تهیه کرد.
۶. شرکت Auto Radio Puhelin در سال ۱۹۷۱ در فنلاند اولین شبکه تلفن همراه را در کشور راه اندازی کرد.
۷.  شرکت B-Netz در سال ۱۹۷۲ در آلمان غربی به عنوان دومین شبکه تلفن همراه شناخته شد.
به موازات IMTS در آمریکا تا اجرای سیستم سلولی AMPS تکنولوژیی به نام RCC) Radio Common Carrier) مورد استفاده بود. این سرویس از ۱۹۶۰ تا ۱۹۸۰ مورد استفاده بود که با شناخت AMPS منسوخ شد. تلفن‌های RCC توسط افراد یا شرکت‌های خصوصی اداره می‌شدند. این سیستم به گونه‌ای طراحی شده بود که به صورت جهانی همخوانی نداشت و فقط به کاربران مجاور اجازه برقراری ارتباط داده می‌شد. مثلاً تلفن همراه مشترک اوهاما در فینیکس کار نمی‌کرد.
در اواخر این نسل با ورود سیستم RCCS سرویس رومینگ در این سیستم نیز فعال شد و مشترک با استفاده از چند دی‌کدر در تلفن همراه خود قابلیت برقراری ارتباط با چند فرمت سیگنال را دارا شد. فرمت سیگنالینگ‌ها استاندارد شده نبود. برای مثال بعضی سیستم‌ها با استفاده از دو تن صفحه بندی برای هشدار تلفن استفاده می‌کردند که این حالت قابلیت بر قراری ارتباط با تلفن ثابت را نیز داشت. بعضی سیستم‌ها از کد ۲۸۰۵ استفاده می‌کردند که سیگنال وقفه را در فرکانس ۲۸۰۵ هرتز ارسال می‌کردند. حال اکثر سیستم‌ها به صورت half-duplex بودند ولی تعداد کمی از کاربران از سیستم‌های full-duplex مانند تلفن ثابت برخوردار بودند. در انتها RCCS با کار کرد در زوج فرکانس ۴۵۴/۴۵۹ مگا هرتز (UHF) و ۱۵۲/۱۵۸ مگا هرتز (VHF) خیلی نزدیک به سیستم IMTS آمریکایی شده بود.
در این دوره از ارتباطات بود که نیاز عمومی شدن تلفن همراه سبب منسوخ شدن این نسل و به وجود آمدن 1G شد.